# Tepecoacuilco de Trujano
Tepecoacuilco de Trujano è un centro abitato del Messico, situato nello stato di Guerrero, capoluogo dell'omonimo comune.